# أنا آسف (أغنية جون دنفر)

أنا آسف (بالإنجليزية: I'm Sorry)‏ هي أغنية كتبها وسجلها المغني وكاتب الأغاني الشعبي الأمريكي جون دنفر، تم إصدارها في عام 1975، وكانت آخر أغنية ناجحة له وأخر أغنية تصل للمركز الأول خلال مسيرته الفنية حيث لقى مصرعه في نفس العام في حادث طائرة.
الأغنية، وهي عبارة عن إعتذار عن الحب الضائع، وصلت إلى المركز الأول في قائمة البيلبورد الأمريكي في 27 سبتمبر 1975، بالإضافة إلى وصولها إلى المرتبة الأولى على قائمة الإستماع السهل، وبعد ستة أسابيع من تصدرها قائمة البوب، كانت الأغنية هي الثالثة والأخيرة لدنفر في المرتبة الأولى على البيلبورد الفردي للأغاني الريفية.

## كلمات الأغنية
الجو بارد هنا في المدينة It's cold here in the city
يبدو دائما بهذه الطريقة It always seems that way
كنت أفكر فيك كل يوم تقريبًا And I've been thinking about you almost everyday
أفكر في الأوقات الجيدة Thinking about the good times
أفكر في المطر Thinking about the rain
أفكر في مدى سوء الشعور بالوحدة مرة أخرى Thinking about how bad it feels alone again
أنا آسف على الطريقة التي تسير بها الأمور في الصين I'm sorry for the way things are in china
أنا آسف أن الأشياء ليست كما كانت عليه من قبل I'm sorry things ain't what they used to be
لكن أكثر من أي شيء آخر But more than anything else
أنا آسف على نفسي I'm sorry for myself
لأنك لست هنا معي cause you're not here with me
يسأل أصدقاؤنا عنك Our friends ask all about you
أقول إنك بخير I say you're doing fine
وأتوقع أن أسمع منك في أي وقت تقريبًا And I expect to hear from you almost anytime
لكنهم جميعًا يعرفون أنني أبكي But they all know I'm crying
لا أستطيع النوم في الليل I can't sleep at night
جميعهم يعلمون أنني أموت في أعماقي They all know I'm dying down deep inside
أنا آسف لكل الأكاذيب التي قلتها لك I'm sorry for all the lies I told you
أنا آسف على الأشياء التي لم أقلها I'm sorry for the things I didn't say
لكن أكثر من أي شيء آخر But more than anything else
أنا آسف على نفسي I'm sorry for myself
لا أصدق أنك رحلتِ I can't believe you went away
أنا آسف إذا أخذت بعض الأشياء كأمر مسلم به I'm sorry if I took some things for granted
أنا آسف للقيود التي وضعتها عليك I'm sorry for the chains I put on you
لكن أكثر من أي شيء آخر But more than anything else
أنا آسف على نفسي I'm sorry for myself
للعيش بدونك For living without you
كتب موقع «المخدر على التوالي» (وهو موقع يصف نفسه بعمله لمحاربة الجهل منذ عام 1973)، عن سبب ذكر «الصين» في البيت السابع من القصيدة: «أنا آسف على الطريقة التي تسير بها الأمور في الصين»، إنها كلمات لم يتمكن شرحها أوتفسيرها أحد.

## وصلات خارجية
https://www.youtube.com/watch?v=jIjOAWXZJSI أنا آسف (أغنية جون دنفر)
https://johndenver.com/ أنا آسف (أغنية جون دنفر)
https://tuesdaynightpittcompspring2017.wordpress.com/2017/01/16/im-sorry-john-denver/ أنا آسف (أغنية جون دنفر)